# Mira Norden

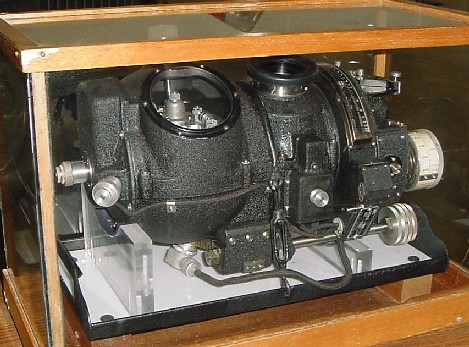
Cabezal de puntería de la mira Norden

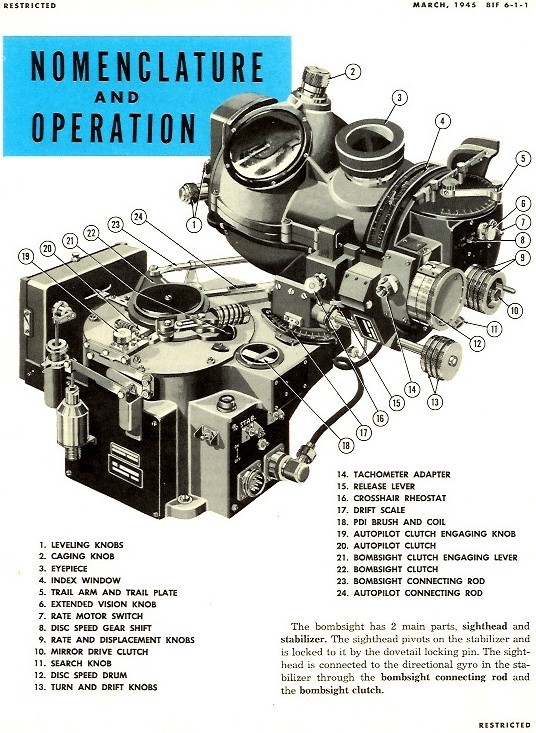
Una página del Bombardier's Information File (BIF), que describe los componentes y controles de la mira Norden.

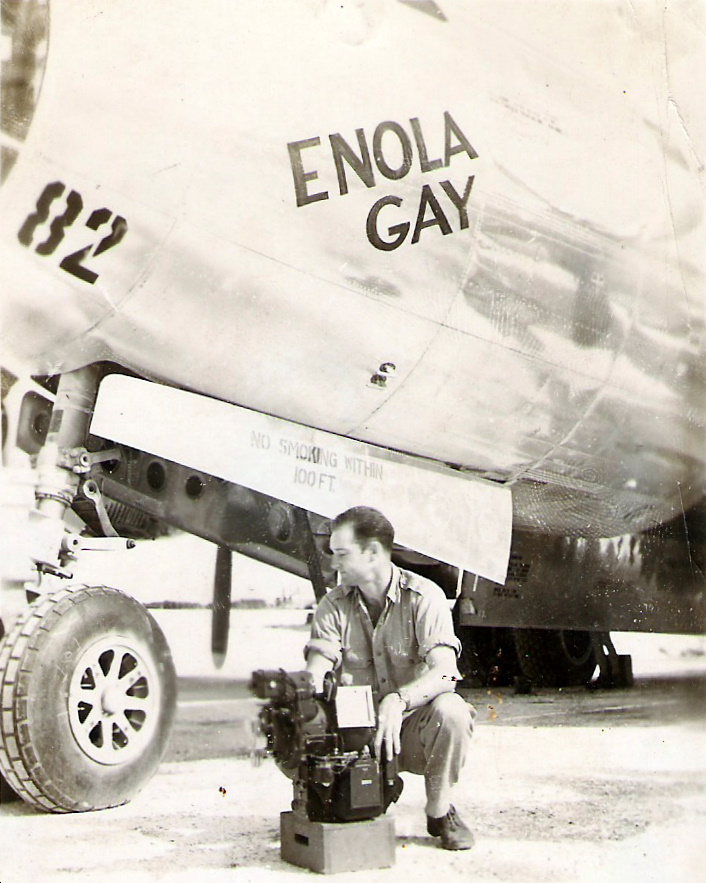
Thomas Ferebee, bombardero del Enola Gay, con la mira Norden en Tinian tras lanzar la bomba atómica sobre Hiroshima.

La mira Norden era un dispositivo usado por la Fuerza Aérea de los Estados Unidos de América durante la Segunda Guerra Mundial, la guerra de Corea y la guerra de Vietnam para ayudar a las tripulaciones de los bombarderos a lanzar su carga de forma precisa. Su modo de funcionamiento fue celosamente guardado durante la Segunda Guerra Mundial. 

## Diseño y funcionamiento
La mira Norden fue diseñada para su empleo en los aviones de la Armada de los Estados Unidos. Su creador fue Carl Norden, un ingeniero holandés educado en Suiza y que emigró a los Estados Unidos en 1904. Trabajó en la Sperry Corporation diseñando miras, antes de fundar su propia compañía. La empresa Norden fue adoptada por la USAAF. Antes de la Segunda Guerra Mundial la mira Norden se construía en la planta que la Norden poseía en la ciudad de Nueva York. Una vez comenzada la guerra, otras compañías empezaron a fabricarla, dando lugar a un gran número de variantes, aunque con mínimas diferencias entre ellas. 
La mira Norden consistía en dos partes principales, el estabilizador y el cabezal de puntería. El estabilizador era una plataforma que se nivelaba mediante un giroscopio, de manera que proporcionaba al cabezal de puntería una base estable desde la cual actuar. El estabilizador solía estar unido al piloto automático del avión, lo que permitía que este corrigiera su curso hasta que alcanzara el mismo punto que el cabezal de puntería. Este tenía que ser cuidadosamente alineado con el estabilizador para asegurar que apuntaba en la misma dirección que el avión.
El cabezal de puntería contenía los principales componentes de la mira. Esta consistía principalmente de tres partes: un ordenador mecánico analógico que calculaba el punto de impacto de las bombas en un ángulo con relación a la posición del avión, un pequeño telescopio usado como mira primaria, y un conjunto de motores eléctricos y giroscopios que movían el telescopio, haciendo que un único punto del suelo quedase fijo en la mira. Los primeros modelos de la mira Norden fueron equipados con un dispositivo giroscópico de nivelación automática para mantener estabilizado el cabezal de puntería, pero se comprobó que era difícil de mantener y se retiró de la mayoría de los modelos, cambiándolo por una simple burbuja.
El sistema funcionaba apuntando el telescopio desde la parte frontal del avión, a fin de poder localizar el blanco mientras se aproximaba a este. Muchas miras Norden fueron equipadas con una mira reflectora para ayudar durante esta etapa. Una vez encendida, los motores del cabezal de puntería de la mira tratarían de mantener el telescopio apuntando directamente al blanco seleccionado, girando lentamente el telescopio hacia su vertical mientras el avión se acerca al blanco. Ya que el cambio en la tasa de ángulo depende de la distancia del avión respecto a este y la velocidad de aproximación, el bombardero introducía en el ordenador mecánico estimaciones de la velocidad aérea y la altitud, las cuales podían leerse con precisión desde el instrumental del avión.
Proporcionar la velocidad terrestre con precisión fue una de las fuentes de la mayor exactitud de la mira Norden en comparación con otros instrumentos contemporáneos. La velocidad terrestre no podía ser medida directamente desde el avión, al menos no hasta la introducción de diferentes aparatos de radar, por lo que tenía que ser calculada mediante la medición de la velocidad aérea conocida y una velocidad del viento calculada. La mira Norden fue utilizada para hacer estas mediciones. Durante la aproximación final al blanco, el bombardero podía seleccionar un blanco de prueba fácilmente visible y encender la mira con sus ajustes predeterminados. Ya que el avión no tenía información sobre la velocidad del viento, el blanco de prueba se movería a la deriva en el ocular mientras el avión se alejaba de este. Entonces el bombardero ajustaba la mira empleando un juego separado de diales para ajustes finos que podían girarse al tacto mientras se miraba a través del ocular, para ajustar las tasas de deriva hasta que el blanco de prueba dejase de moverse en el ocular. Los diales daban una medición precisa de la velocidad del viento, la cual podía emplearse durante la misión de bombardeo. Esta medición era mucho más precisa que la ofrecida por el telescopio de deriva del navegante o la navegación a estima. 
Una vez que la mira estaba preparada y el avión se hallaba en el tramo final de acercamiento, el sistema era encendido y tomaba control del piloto automático del avión. A partir de allí, la mira literalmente pilotaba el avión y trataba de mantenerlo en el curso fijado, aceptando ajustes de último momento del bombardero. En el momento adecuado, soltaría automáticamente las bombas; el avión se movía a más de 30 metros por segundo, haciendo que hasta las más pequeñas interrupciones en la sincronización afectasen dramáticamente a la puntería (un problema común dentro del Bomber Command).
En el frente europeo, los estadounidenses introdujeron un Equipo de Control del Vuelo Automático (ECVA) y un sistema de radar llamado H2X ("Mickey"), que eran empleados junto a la mira Norden. El ECVA era un ordenador mecánico que servía como "piloto automático". El radar demostró ser más preciso en regiones costeras, donde la superficie del agua y la línea costera producían un eco de radar característico.

## Eficiencia operacional
La mira Norden fue desarrollada durante un periodo de no-intervencionismo, cuando la estrategia militar estadounidense imperante era la defensa de los Estados Unidos y sus posesiones. Una gran parte de esta estrategia se basaba en detener los intentos de ataque por mar, tanto directamente con unidades navales como, a partir de 1930, con las unidades aéreas de la USAAF.
Los aviones habían demostrado su viabilidad como arma antibuque, pero atacar un barco en movimiento era una operación difícil. La mayor parte de las fuerzas armadas de aquel entonces habían invertido grandes sumas en bombarderos en picado y torpederos, pero estos tenían un alcance limitado y solo eran aptos, estratégicamente hablando, para emplearse a bordo de portaaviones. En cambio, el Ejército estadounidense invirtió en la combinación de la mira Norden y el B-17, que se creía capaz de tener la suficiente precisión como para permitir a las formaciones de bombarderos B-17 atacar barcos en altamar desde las bases terrestres de la USAAF. Al emplear la mira Norden, los bombarderos en teoría podían hacer caer sus bombas dentro de un círculo de 30 m desde una altura de más de 7 km. La gran altitud les permitía a los aviones trayectos de larga distancia y los mantenía alejados del alcance de la mayoría de cañones antiaéreos embarcados, dando a la bomba lanzada una gran probabilidad de impactar en el blanco. La mira Norden fue promocionada como «la herramienta para ganar la guerra»; a menudo se decía que la mira podía lanzar bombas dentro de barriles. 
En la práctica, la mira Norden jamás llegó a obtener impactos precisos, como aquellos de la cual era teóricamente capaz. La RAF fue la primera en emplear el B-17 en combate, reportando resultados sumamente pobres y en algún momento convirtiendo sus aviones para otras misiones. Las operaciones antibuque de la USAAF en el Lejano Oriente fueron por lo general infructuosas, y aunque se registraron numerosas afirmaciones de hundimientos, la única misión exitosa confirmada tuvo lugar durante la Batalla de las Filipinas (1941-1942), cuando los B-17 dañaron dos cargueros japoneses, al crucero Naka y al destructor Murasame, además de hundir un dragaminas. Aunque estos éxitos fueron una excepción a la regla, las operaciones durante la Batalla del Mar del Coral o la Batalla de Midway, por ejemplo, fueron completamente infructuosas. La USAAF reemplazó todos sus B-17 por otros aviones, además de empezar a emplear la técnica del «bombardeo de rebote».
Siendo empleada en Europa, la mira Norden también demostró tener una pobre precisión real. Bajo condiciones perfectas, solo el 50% de las bombas estadounidenses caían en un radio de un cuarto de milla del blanco y los pilotos estimaban que el 90% de las bombas no impactarían en el blanco. A pesar de esto, muchos bombarderos veteranos que volaron a bordo de los B-17 y B-24 juran sobre la mira Norden.
Diversos factores han sido mencionados para explicar el pobre desempeño de la mira Norden. Sobre Europa, la cubierta de nubes era una explicación corriente, a pesar de que el desempeño no mejoraba incluso en condiciones favorables. La precisión mejoró con la introducción de la idea del "bombardero líder", en la cual solamente un avión utilizaría la mira Norden mientras que los demás soltarían sus bombas a la orden de este. Esto sugiere que la mayor parte del problema es atribuible al bombardero. Sobre Japón, las tripulaciones de los bombarderos rápidamente descubrieron fuertes vientos a gran altitud, los llamados jet streams, pero la mira Norden funcionaba solamente con velocidades de viento que tuvieran una variación mínima. Adicionalmente, la altitud de bombardeo sobre Japón llegaba a más de 9 km y la mayor parte de las pruebas habían sido efectuadas muy por debajo de 7 km. Otro factor adicional era que la forma e incluso la pintura de la carcasa de la bomba modificaban enormemente las propiedades aerodinámicas del arma; y en aquel entonces, nadie sabía cómo calcular la trayectoria de bombas que alcanzaban velocidades supersónicas durante su caída.
Una vulnerabilidad en ambos frentes era que cuando el bombardero activaba el piloto automático al emplear la mira, el avión era más susceptible a ser alcanzado por la artillería antiaérea y colisionar con otros aviones. 
Como aparato mecánico, la mira Norden empleaba una maquinaria compleja que consistía en varios engranajes y rodamientos, los cuales eran proclives a causar imprecisiones si no recibían un mantenimiento adecuado. De hecho, varias miras fueron enviadas al frente sin haber sido probadas con anterioridad. Y muchas veces, el bombardero debía aceitar y reparar fallos por su cuenta. Por un buen tiempo tras el inicio de la guerra, simplemente no se disponía de un buen número de equipos de técnicos calificados y dotados con las herramientas necesarias (véase abajo).

## Seguridad en tiempos de guerra

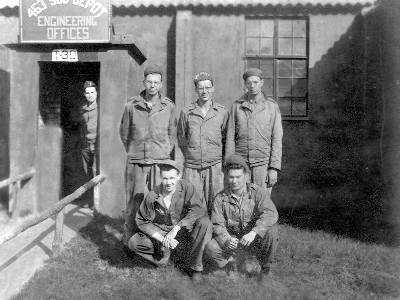
Fotografía del equipo del taller de la AFCE y de miras de bombardeo del Grupo de Servicio de los Almacenes de Pertrechos 436, adjunto al Grupo de Bombardeo 389 de la USAAF con base en Hethel, Norfolk, Inglaterra.

Ya que la mira Norden era considerada un vital instrumento de guerra, los bombarderos debían hacer un juramento durante su entrenamiento, en el cual afirmaban defender el secreto de esta incluso con su propia vida. En caso de que el avión tuviera que hacer un aterrizaje de emergencia en territorio enemigo, el bombardero debía disparar con su pistola a las partes vitales de la mira Norden para inutilizarla. Pero como este método dejaría al enemigo un instrumento casi intacto, se instaló una granada de termita; el calor de la reacción química derretiría la mira Norden hasta transformarla en un terrón de metal.
Luego de cada misión cumplida, los tripulantes del bombardero salían del avión llevando una bolsa que depositaban en una caja fuerte (la "bóveda de bombas"). Esta oficina segura (el "Taller de la AFCE y de Miras de Bombardeo") se hallaba habitualmente dentro de una barraca Nissen (barraca Quonset) de la base. El Taller de Miras de Bombardeo era operado por reclutas del Grupo de Servicio de los Almacenes de Pertrechos adjunto a cada grupo de bombardeo de la USAAF. Estos talleres no solamente guardaban las miras, sino que también se ocupaban del vital mantenimiento de la mira Norden y sus equipos de control adjuntos. Este era probablemente el trabajo que requería la mayor cualificación técnica dentro de los equipos del personal terrestre, así como el más secreto de todos los trabajos efectuados por el personal del Grupo de Servicio de los Almacenes de Pertrechos. El suboficial a cargo y su equipo debían tener una gran capacidad para comprender y trabajar con aparatos mecánicos.
Al acercarse el fin de la Segunda Guerra Mundial, el secreto de la mira fue reducido gradualmente; a pesar de esto, no fue sino hasta 1944 cuando tuvo lugar la primera exhibición pública del instrumento.

## Espionaje

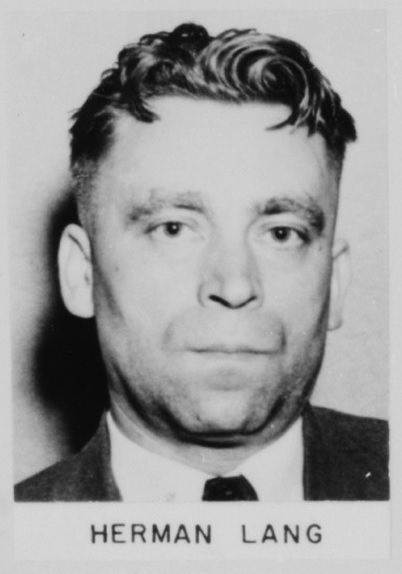
Fotografía de Lang tomada por el FBI.

Herman W. Lang había sido un empleado de la Carl L. Norden Company. Durante una visita a Alemania en 1938 se reunió con las autoridades militares y reconstruyó de memoria planos de materiales confidenciales. En 1941, Lang fue arrestado por el FBI junto con otros 32 espías alemanes que formaban parte de la Red Duquesne, en la mayor condena por espionaje de la historia de los Estados Unidos. Fue sentenciado a 18 años de prisión bajo cargos de espionaje y a 2 años de prisión bajo el Acta de Registro de Agentes Extranjeros.
Los instrumentos alemanes eran similares a la mira Norden, incluso antes de la guerra. Un conjunto de giroscopios similar les ofrecía una plataforma estable para que el bombardero pudiese apuntar, aunque carecían de una interacción más compleja entre la mira y el piloto automático.

## Posguerra
Tras las Segunda Guerra Mundial, el desarrollo de nuevas miras de bombardeo de precisión había acabado. Al principio, esto se debió a la reducción militar, pero a medida que los presupuestos aumentaron de nuevo al iniciarse la Guerra Fría, la misión de bombardeo había pasado a las armas nucleares. Estas requerían una precisión en el orden de 2700 metros, lo que se hallaba dentro de las capacidades de los sistemas de radar de bombardeo existentes. Solo una mira notable fue desarrollada, la Y-4, que se instaló en los B-47. Esta mira combinaba imágenes del radar y un sistema de lentes delante de la aeronave, permitiendo ser comparadas directamente a la vez a través de una lente binocular.
Las miras en los aviones más antiguos, como el B-29 y el posterior B-50, se dejaron en su estado de guerra. Al estallar la guerra de Corea, estos aviones fueron puestos en servicio y la Norden se convirtió una vez más en la mira primaria de la Fuerza Aérea estadounidense. Esto se repitió cuando comenzó la guerra de Vietnam; en este caso, técnicos retirados de la Segunda Guerra Mundial tuvieron que ser llamados para hacer las miras operacionales. Fue empleada por última vez en combate por el escuadrón de observación VO-67, durante la guerra de Vietnam. Asimismo, también se las utilizó en la Operación Igloo White para implantar Detectores de Intrusión Sísmicos Aerotransportados a lo largo de la Ruta Ho Chi Minh.